# قائمة سفراء إسرائيل لدى الأردن

## قائمة السفراء
هذه قائمة بسفراء دولة إسرائيل إلى المملكة الأردنية الهاشمية:
- أمير فايسبرود 2018 - 2023
- عينات شلاين 2015 - 2017
- دانيال نيفو 2009 - 2015
- يعقوب روزن 2006 - 2009
- ياكوف هاداس هاندلسمان 2003 - 2006
- ديفيد دادون 2000 - 2003
- عوديد عيران 1997 - 2000